# クルーレス
『クルーレス』（原題：Clueless）は、1995年制作のアメリカ合衆国の青春コメディ映画。
ジェイン・オースティンの小説『エマ』を現代風に翻案したもの。タイトルの意味は「ダサいこと」。
主演のアリシア・シルヴァーストーンは1996年の第5回MTVムービー・アワードで演技賞(女性演技賞)を受賞した。
ルシャス・ジャクソン、ザ・マフス、スモーキング・ポープスなど、オルタナティヴ・ロックのヒット曲が全編にフィーチャーされている。
後にテレビシリーズ化された（en:Clueless (TV series)）。

## あらすじ
弁護士の父と2人暮らしの美少女シェールは、ファッション、エステ、デート、パーティに興味を持つ女子高生。彼女の趣味は、校内のセンスの悪い誰かを変身させることだった。
元義兄のジョシュはそんな彼女を密かに愛し、また心配していた。シェールの父とジョシュの母はかつて互いの子を連れて再婚していたが、その後離婚していた。にもかかわらず、彼女のことが気掛かりだった。
一方、シェールはクールな転校生クリスチャンに夢中になるが、彼がゲイで女の子には興味がないことが分かり、ショックを受ける。さらに追い打ちをかけるように、自分が変身させた女生徒タイが自分に変わって人気者になり、おまけに運転免許の試験も不合格になってしまう。
ここでシェールは初めて自分の力量の小ささ・見識の狭さに気づき、これからはいろいろと学び、行動することを決意する。そして、自分が本当に探し求めていた相手は、身近にいたジョシュであることに気づくのだった。

## 登場人物
シェール
演 - アリシア・シルヴァーストーン
ファッション、エステ、デート、パーティに興味を持つ女子高生。家は裕福で弁護士の父と二人暮らし。母親は幼いころに脂肪吸引の手術で亡くなっている。他人をプロデュースすることを考え、実行するが色々な体験から「自分が輝いていなかった」と悟り、自分磨きをするようになった。
ディオンヌ
演 - ステイシー・ダッシュ
シェールの親友。
タイ
演 - ブリタニー・マーフィ
転校生の女子。絵が得意。ドラッグ中毒者。
ジョシュ
演 - ポール・ラッド
シェールの義兄。大学生。シェールとは親の再婚で兄妹になった。弁護士になる夢がある。紆余曲折を経てシェールと結ばれる。
ホール
演 - ウォーレス・ショーン
教師。ディスカッションの担当。独身。47歳。
ガイスト
演 - トゥインク・カプラン
社会の先生。
エルトン
演 - ジェレミー・シスト
シェールがタイと付き合わせようと選んだ男性。しかし、彼自身はシェールに気がある。
クリスチャン
演 - ジャスティン・ウォーカー
転校生の男子。ゲイ。
トラヴィス
演 - ブレッキン・メイヤー
タイにドラッグを与えた。
ルーシー
家政婦。

## キャスト
| 役名         | 俳優                         | 日本語吹替 |
| ------------ | ---------------------------- | ---------- |
| シェール     | アリシア・シルヴァーストーン | 横山智佐   |
| ディオンヌ   | ステイシー・ダッシュ         | 根谷美智子 |
| タイ         | ブリタニー・マーフィ         | 平松晶子   |
| ジョシュ     | ポール・ラッド               | 宮本充     |
| メル         | ダン・ヘダヤ                 | 辻親八     |
| ホール先生   | ウォーレス・ショーン         | 長島雄一   |
| ガイスト先生 | トゥインク・カプラン         | 磯辺万沙子 |
| マレー       | ドナルド・フェイソン         | 伊藤栄次   |
| トラヴィス   | ブレッキン・メイヤー         | 高木渉     |
| アンバー     | エリサ・ドノヴァン           | 篠原恵美   |
| クリスチャン | ジャスティン・ウォーカー     | 林延年     |
| エルトン     | ジェレミー・シスト           | 中村大樹   |
| サマー       | ニコール・ビルダーバック     | 田野恵     |
| ローレンス   | ショーン・ホランド           | 永野広一   |
| 校長         | ハーブ・ホール               | 仲野裕     |
| 試験官       | ロン・オーバック             | 神谷和夫   |
| ストーガー   | ジュリー・ブラウン           | 寺内よりえ |
| ローガン     | ジョシュ・ロゾフ             | 星野充昭   |
| ヘザー       | スーザン・モーハン           | 菊池いづみ |
| ジャネット   |                              | 丹波紫保里 |
| オペレーター |                              | 村上高志   |